# 珠海科技学院
珠海科技学院（英語：Zhuhai College of Science and Technology），是位于中國广东省珠海市的一所民办普通高等学校。该院由珠海市华政教育投资有限公司全资持有。前身是吉林大学珠海学院，2021年2月变更办学主体，使用现名。学校座落在珠海市，位于珠海航空产业园之内，背靠观音山，面对南海。

## 历史
2002年1月13日，吉林大学与珠海市人民政府签订协议，规划在珠江三角洲设立吉林大学珠海校区。校区占地5,000亩，包含吉林大学研究生院珠海分院、吉林大学南方研究院、无机合成与制备化学国家重点实验室珠海分实验室、国家地球物理探测仪器工程技术研究中心珠海分中心、符号计算与知识工程教育部重点实验室珠海分实验室、吉林大学海洋油气资源研究中心、中国人口老龄化与经济社会发展研究中心南方基地、吉林大学粤港澳台区域合作与发展研究中心和吉林大学珠海学院等9个教学、科研和管理机构。
2004年5月18日，经教育部批准，吉林大学珠海学院成立，由吉林大学与珠海市华政教育投资有限公司合作建设，性质为独立学院。
2020年10月9日，广东省教育厅发布公示，拟同意吉林大学珠海学院转设为珠海科技学院。
2021年2月2日，经中华人民共和国教育部批准，原属吉林大学管理的独立学院吉林大学珠海学院脱离该校管理，并转设为民办普通高等学校珠海科技学院，由珠海市华政教育投资有限公司全资持有。

## 教研机构

原吉林大学珠海学院校徽

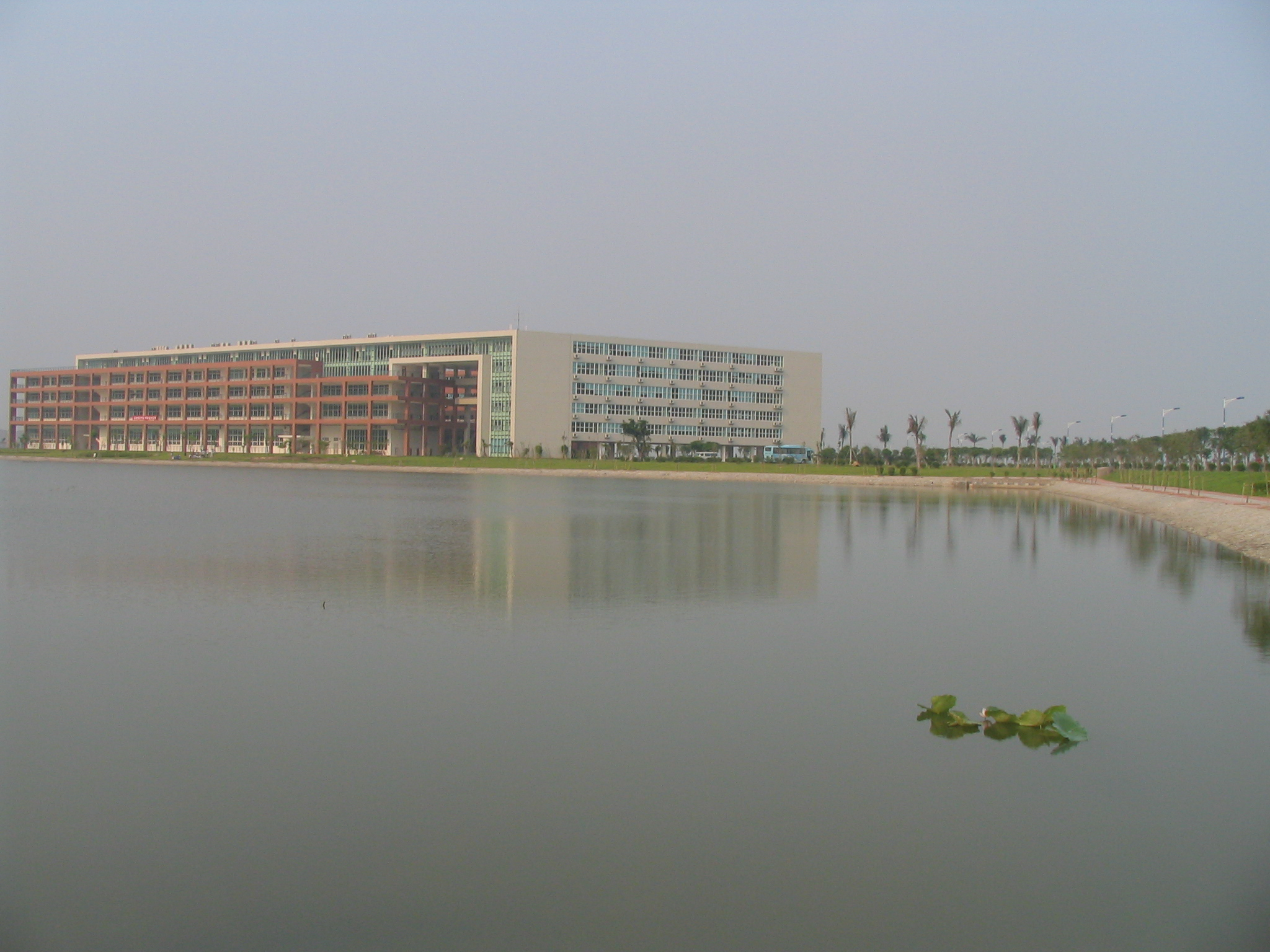
教学及办公楼（2004年6月）

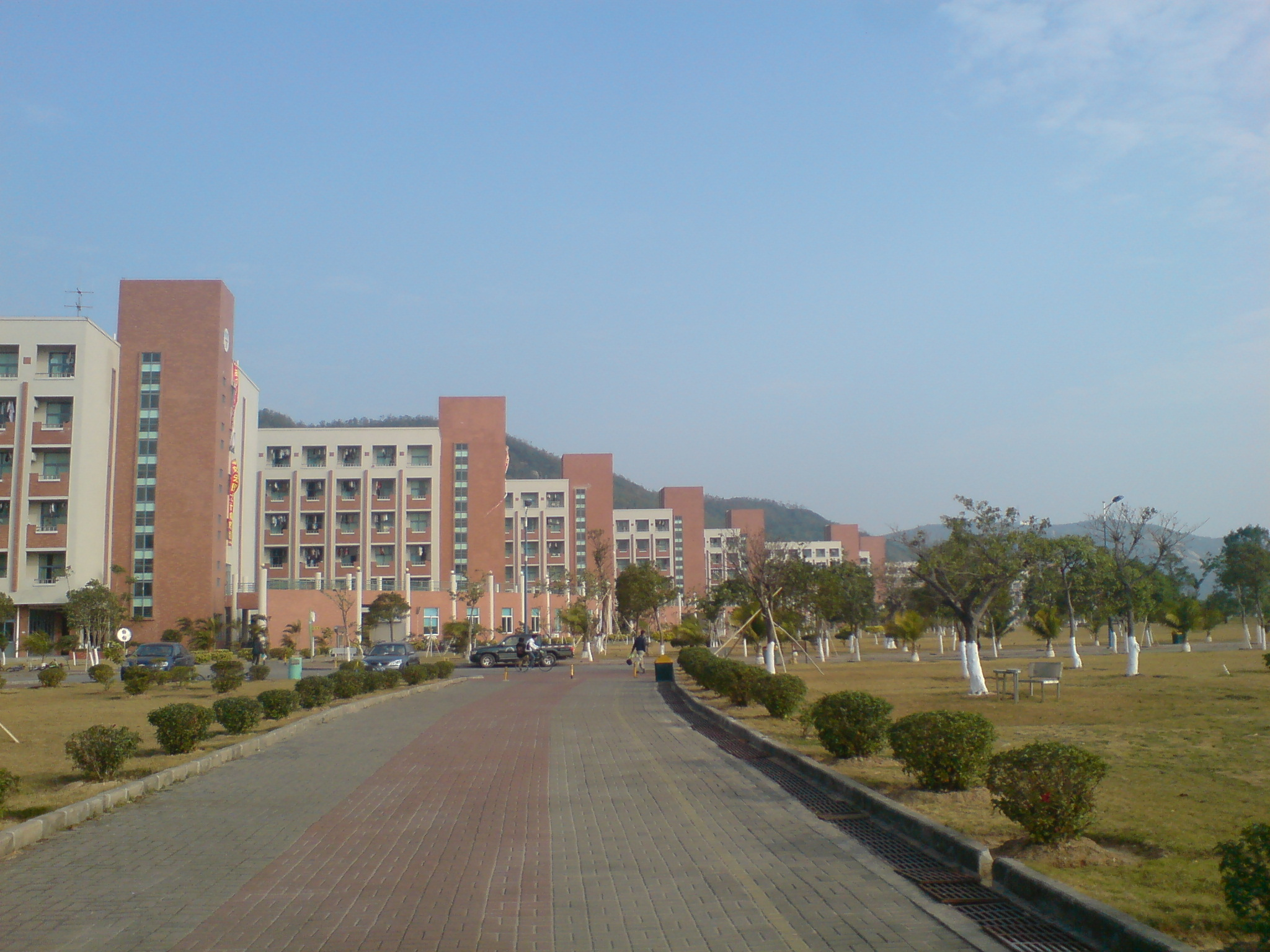
宿舍樓群

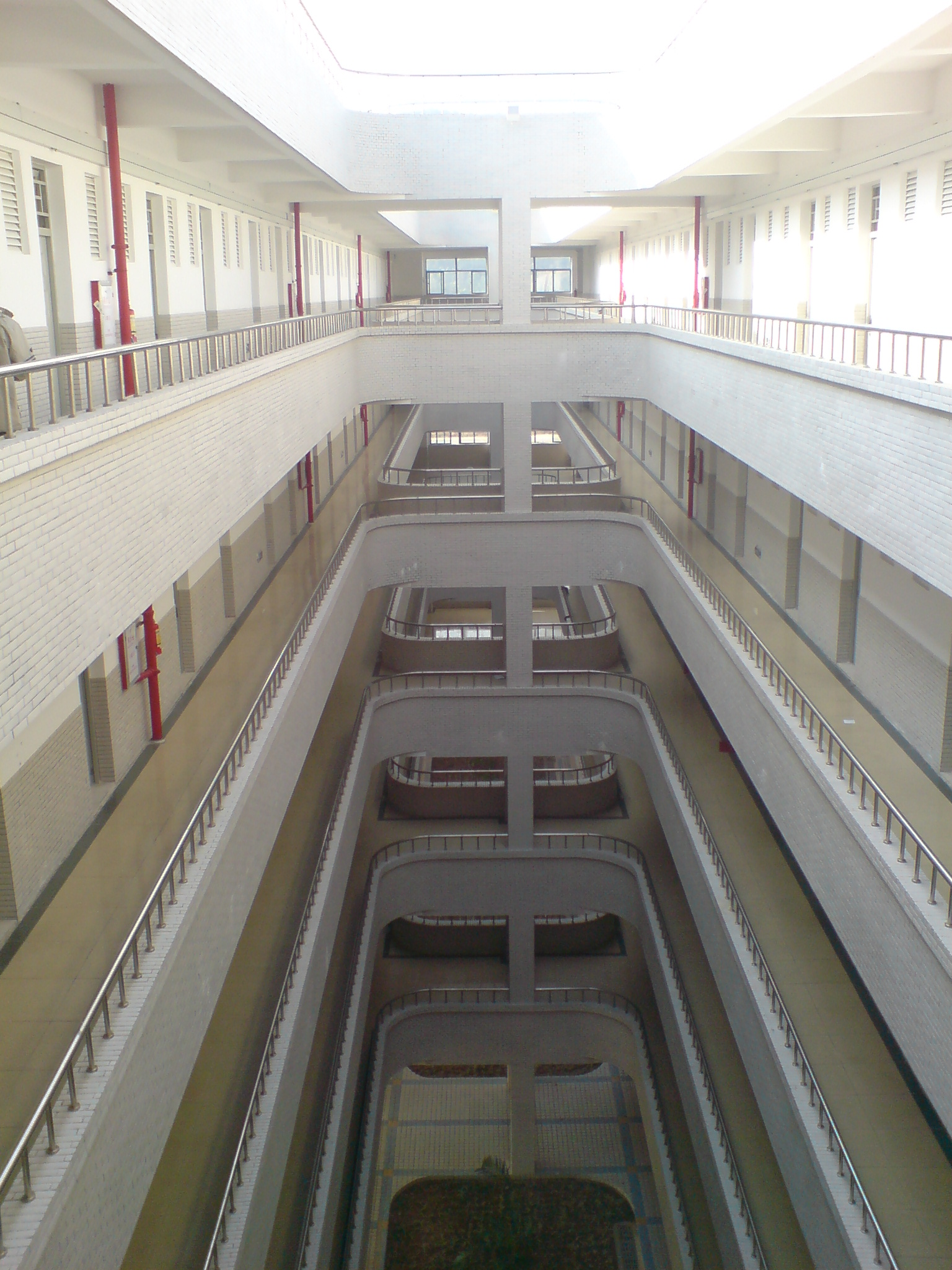
宿舍樓內

学院现设25个二级学院、9大学科专业集群，63个本科专业：
- 美术与设计学院
- 工商管理学院
- 电子信息工程学院
- 计算机学院
- 旅游学院
- 机械工程学院
- 文学院
- 公共管理学院
- 外国语学院
- 药学与食品科学学院
- 化工与新能源材料学院
- 建筑与城乡规划学院
- 金融与贸易学院
- 物流管理与工程学院
- 音乐舞蹈学院
- 健康学院
- 航空工程学院
- 公共外语教育学院
- 公共基础与应用统计学院
- 创新创业学院
- 马克思主义学院
- 体育科学学院
- 继续教育学院
- 阿里云大数据应用学院
- 机器人产业学院

此外，学院还设有珠海市吉珠中小企业先进技术研究院、生物医药公共服务平台等研究机构。

## 国际及港澳台交流
学院已与美国、英国、加拿大、澳大利亚等20个国家和地区的100多所高校建立交流关系，其中包括美国迈阿密大学、犹他大学、澳大利亚西澳大学、麦考瑞大学、新西兰奥克兰大学、奥塔哥大学、韩国高丽大学、庆熙大学、韩国外国语大学、东国大学、日本东北大学、俄罗斯托木斯克理工大学、新加坡国立大学、台湾国立中央大学、意大利特倫托大學、葡萄牙米尼奧大學等16所全球500强高校。

## 荣誉
吉林大学珠海学院曾入选新华社、中央电视台等机构联合评出的“2006-2007年度中国十大名牌独立学院”，以及腾讯网等机构评出的2008年“中国品牌独立学院综合实力十强”。
吉林大学珠海学院荣膺央视网2020年度品牌影响力独立学院、思政教育示范高校、就业竞争力高校三项殊荣。